# Pau Poch
Pau Poch Álvarez (nacido el 23 de marzo de 1993 en El Masnou) es un actor español de cine, teatro y televisión. Saltó a la fama en 2009 gracias a su interpretación de poseído en REC 2. En el año 2015 debutó como director con el documental A tu què et sembla?, que aborda el caso de la pérdida de un ojo de Ester Quintana a manos de la policía durante la huelga general del 14 de noviembre de 2012.
Se destaca además por su papel de Iván Blasco en la afamada serie Merlí.
Además de su trabajo en cine y televisión también ha participado en diversas obras teatrales, como Bales i ombres (2006) y Forasters (2004).

## Filmografía

### Cine
| Año  | Título                                      | Personaje          | Notas                    |
| ---- | ------------------------------------------- | ------------------ | ------------------------ |
| 2004 | La mala educación                           | Niño               |                          |
| 2005 | La guerra                                   | Niño               | Cortometraje             |
| 2005 | Películas para no dormir: Cuento de Navidad | Tito               | Película para televisión |
| 2006 | Happy Birthday to You                       | Marcos Ferrer      | Cortometraje             |
| 2007 | Y que cumplas muchos más                    |                    | Cortometraje             |
| 2007 | El niño que vio a Dios                      |                    | Cortometraje             |
| 2008 | Eskalofrío                                  | Tito               | Como "Pau Pouch"         |
| 2008 | Sing for Darfur                             |                    |                          |
| 2009 | Recuerdos a Wifly                           | Wifly niño         | Cortometraje             |
| 2009 | REC 2                                       | Tito               |                          |
| 2010 | La sombra del pasado                        | Tomás niño         | Cortometraje             |
| 2011 | Mil cretins                                 | Guillem Tell joven |                          |
| 2012 | Fènix 11·23                                 | Àdam               |                          |
| 2013 | 15 años y un día                            | Nelson             |                          |

### Televisión
| Año         | Serie                       | Canal     | Personaje    | Notas        |
| ----------- | --------------------------- | --------- | ------------ | ------------ |
| 2005        | Abuela de verano            | La 2      | Gustavo      | 13 episodios |
| 2007        | La Vía Augusta              | TV3       | Adrià        | 12 episodios |
| 2009        | La Mari 2                   | Canal Sur | Dani         | 2 episodios  |
| 2009        | Les veus del Pamano         | TV3       | Ventureta    | 2 episodios  |
| 2012        | Olor de colònia             | TV3       | Sidret gran  | 2 episodios  |
| 2013        | Kubala, Moreno i Manchón    | TV3       | Óscar        | 1 episodio   |
| 2013        | La Riera                    | TV3       | Cesc         | 1 episodio   |
| 2015 - 2018 | Merlí                       | TV3       | Iván Blasco  | 40 episodios |
| 2018        | Snatch                      | Crackle   | Fanta        | 10 episodios |
| 2019        | En el corredor de la muerte | #0        | Michael Ibar | 4 episodios  |